# 国家基本問題同志会
国家基本問題同志会（こっかきほんもんだいどうしかい）は、1986年7月31日、自由民主党内で派閥横断的に設立されたグループ。同年に起きた第二次歴史教科書問題や、首相の中曽根康弘が靖国神社の公式参拝を中止したことなどに反発した保守派の若手25人により「国家の自主独立を守るため、 外国からの不当な干渉を排すべき」などを掲げて発足した。特に座長の亀井静香と、事務局長の平沼赳夫が安部派であったため、同派主導との印象が強かった。
2015年3月20日、解散が届け出られた。

## 構成メンバー
- 座長　亀井静香
- 代表世話人　村上正邦・桜井新
- 幹事長　浦田勝
- 代表幹事　古賀誠
- 事務局長　平沼赳夫

## 関連書籍
- 『国家基本問題同志会―「ニッポンどうする」　挑戦する36人』　（大西書店、1987年）
- 平沼赳夫『国を憂えて 国家基本問題同志会とは何か』　（岡山日報社、1987年）